# Mohammed Kasola
Mohammed Kasola (en árabe: محمد كاسولا‎; Acra, Ghana; 13 de agosto de 1985) es un exfutbolista de Catar nacido en Ghana que jugaba en la posición de defensa central.

## Carrera

### Club
| Periodo   | Club                    |
| --------- | ----------------------- |
| 2005–2009 | Mesaimeer SC            |
| 2009–2010 | Al-Khor SC              |
| 2010–2018 | Al Sadd SC              |
| 2017–2018 | → Al-Rayyan SC (cedido) |
| 2018–2020 | Umm-Salal SC            |
| 2020–2021 | Mesaimeer SC            |

### Selección nacional
Jugó para Catar en 64 ocasiones de 2010 a 2017 y anotó siete goles; participó en la Copa Asiática 2011.

## Logros
- Liga de fútbol de Catar (1): 2013
- Liga de Campeones de la AFC (1): 2011

## Estadísticas

### Goles con selección nacional
| No | Fecha      | Sede                                              | Rival     | Marcador | Resultado | Torneo                                               |
| -- | ---------- | ------------------------------------------------- | --------- | -------- | --------- | ---------------------------------------------------- |
| 1. | 29-3-2011  | Jassim Bin Hamad Stadium, Doha, Catar             | Rusia     | 1–0      | 1–1       | Amistoso                                             |
| 2. | 23-7-2011  | Jassim Bin Hamad Stadium, Doha, Catar             | Vietnam   | 1–0      | 3–0       | Clasificación para la Copa Mundial de Fútbol de 2014 |
| 3. | 29-2-2012  | Azadi Stadium, Tehran, Irán                       | Irán      | 2–2      | 2–2       | Clasificación para la Copa Mundial de Fútbol de 2014 |
| 4. | 17-4-2013  | Jassim Bin Hamad Stadium, Doha, Catar             | Palestina | 1–0      | 2–0       | Amistoso                                             |
| 5. | 15-11-2013 | Sheikh Khalifa International Stadium, Doha, Catar | Yemen     | 3–1      | 4–1       | Clasificación para la Copa Asiática 2015             |
| 6. | 3-9-2015   | Jassim Bin Hamad Stadium, Doha, Catar             | Bután     | 2–0      | 15–0      | Clasificación para la Copa Mundial de Fútbol de 2018 |
| 7. | 13-10-2015 | Jassim Bin Hamad Stadium, Doha, Catar             | Maldivas  | 2–0      | 4–0       | Clasificación para la Copa Mundial de Fútbol de 2018 |